# Hrabstwo Hempstead

Piramida wieku hrabstwa

Hrabstwo Hempstead – hrabstwo w USA, w stanie Arkansas. Według danych z 2010 roku, hrabstwo zamieszkiwało 22609 osób. Hrabstwo należy do nielicznych hrabstw w Stanach Zjednoczonych należących do tzw. dry county, czyli hrabstw gdzie decyzją lokalnych władz obowiązuje całkowita prohibicja.

## Miejscowości
- Blevins
- Fulton
- Hope
- McNab
- McCaskill
- Oakhaven
- Ozan
- Perrytown
- Patmos
- Washington